# Perfil molecular
El perfil molecular, també conegut com a prova molecular o prova de biomarcadors, és una tècnica que permet analitzar en profunditat les molècules del cos, com ara els gens i les proteïnes, a partir de mostres de sang, teixit o altres fluids corporals. Aquesta prova serveix per detectar alteracions que poden estar relacionades amb malalties com el càncer i identificar canvis genètics que poden augmentar el risc de patir-les.
Gràcies als avenços en aquest camp, el perfil molecular s’ha convertit en una eina clau per la medicina de precisió, permetent adaptar els tractaments a les característiques específiques de cada tumor i cada pacient. Això pot millorar l’eficàcia dels tractaments i reduir efectes secundaris innecessaris. A més, ajuda a establir un diagnòstic més acurat, triar el tractament més adient, seguir l’evolució de la malaltia i preveure possibles recaigudes o metàstasi. El perfil molecular també obre la porta a noves teràpies dirigides que actuen sobre alteracions específiques i és fonamental en el desenvolupament d’assajos clínics adaptatius.